# Альварес Баланта, Эдер
Э́дер Фабиа́н А́льварес Бала́нта (исп. Éder Fabián Álvarez Balanta; 28 февраля 1993, Богота, Колумбия) — колумбийский футболист, защитник клуба «Америка». Выступал в национальной сборной Колумбии.

## Клубная карьера
Эдер начинал свою карьеру в клубе «Академия Богота» из своего родного города. Своей игрой он привлёк скаутов аргентинской команды «Ривер Плейт», куда затем и перебрался. В 2012 году был частью молодёжной команды «Ривера», которая выиграла молодёжный кубок Либертадорес. В составе главной команды клуба Эдер дебютировал 7 апреля 2013 года в матче против «Расинга», а свой первый гол забил 22 апреля в игре с «Годой Крус». Своей игрой в составе аргентинского гранда Эдер привлек внимание таких клубов, как «Барселона».
15 июля 2016 года швейцарский «Базель» объявил о приобретении Баланты. По данным Transfermarkt, сумма трансфера составила 3,5 млн евро. Личный контракт футболиста был заключён сроком на четыре года.
2 сентября 2019 года Баланта перешёл в «Брюгге», подписав контракт до 2022 года.

## Выступления за сборную
В 2013 году Баланта был вызван в молодёжную сборную Колумбии на чемпионат мира среди молодёжных команд, однако руководство «Ривер Плейта» отказалось отпускать игрока на том основании, что он был слишком важен для команды. В ноябре того же года Эдер вызывался на товарищеские матчи взрослой сборной, но на поле тогда не выходил. Его официальный дебют в сборной Колумбии состоялся 5 марта 2014 года в товарищеском матче с командой Туниса. В июне того же года Баланта был включён тренером Хосе Пекерманом в заявку на чемпионат мира. Он принял участие лишь в одном матче турнира — со сборной Японии в групповом этапе.

## Достижения
«Ривер Плейт»
- Обладатель Южноамериканского кубка: 2014
- Победитель молодёжного Кубка Либертадорес: 2012
- Обладатель Кубка Либертадрес: 2015
- Обладатель Рекопы Южной Америки: 2015

«Базель»
- Чемпион Швейцарии: 2016/17
- Обладатель Кубка Швейцарии (2): 2016/17, 2018/19

«Брюгге»
- Чемпион Бельгии (2): 2019/20, 2020/21